# Ачі
Ачі́, Аччі́ (крим. Aççı — гіркий, солоний) — пересихаюче солоне озеро. Розташоване на Ак-Монайському перешийку на території Феодосійського району. Найбільше озеро колишнього Кіровського району. Площа озера — 2,219 км². Тип загальної мінералізації — солоне. Походження — континентальне. Група гідрологічного режиму — безстічне.

## Географія
Входить до Керченської групи озер. Довжина — 2,9 км. Ширина максимамльна — 1,1 км, середня — 0,8 км. Площа водозбору — 2 км². Довжина берегової лінії — 7,5 км. Найближчий населений пункт — село Владиславівка, розташоване безпосередньо на захід від озера.
Ачі розташоване далеко від узбережжя Чорного моря. За берегової лінії улоговина має мілини. Озеро пересихає в літній період.
На північ від озера проходить залізниця, укріплена насипом, сполученням Владиславівка — Керч.

## Рослинність
Озеро заростає водною рослинністю переважно на опріснених ділянках, в зоні виходів підземних вод. Тут інтенсивно розвиваються різні водорості, аж до цвітіння води.